# Taphinon Desroches
Joseph Taphinon Desroches, död 1796, var en fransk skådespelare och sångare. Han var aktiv i Sverige inom Sällskapet Du Londel 1753-71. 
Desroches agerade både inom tal och sång vid den franska teatern. Han räknades till de största sångtalangerna i Sverige under frihetstiden vid sidan av Marguerite Morel, Marie Baptiste,  Déricourt, och Barthelémy d'Armancourt (1728-e.1776). 
Desroches var även anställd som lektör hos drottning Lovisa Ulrika, en ställning han behöll långt efter det att den franska teatern hade upplösts. Som sådan var det hans uppgift att finnas till hands för att läsa böcker, tidningar och brev för drottningen och kungabarnen, och eftersom Lovisa Ulrika läste mycket blev det slutligen en heltidsuppgift, där han till exempel fick följa med i hennes vagn på resor för att läsa för henne. Han blev som lektör en omtyckt förtrogen och betraktad som mer eller mindre en familjemedlem. 